# Archivio storico del Senato della Repubblica
L'Archivio storico del Senato della Repubblica fu istituito nel 2001 e aperto al pubblico nel 2003. Rientra tra gli archivi storici autorizzati dalla legge ad essere mantenuti presso l’Ente originatore (la struttura amministrativa che ha prodotto le carte).

## Funzioni
Oltre ai documenti dell'attività istituzionale (tra cui gli atti del Senato del Regno e quelli delle Commissioni di inchiesta presiedute da un senatore), conserva numerosi archivi privati di parlamentari o personalità rilevanti, tra cui si ricordano quelli di Emma Bonino, Carla Capponi, Francesco De Martino, Amintore Fanfani, Giovanni Leone, Alberto Ronchey, Mariano Rumor, Paolo Emilio Taviani, Rosario Villari, Mario Tronti.
Produce periodicamente la newsletter "Memoriaweb". Cura inoltre il repertorio dei Senatori del Regno.

## Modalità di consultazione
Il nuovo portale dell'Archivio storico contiene gli inventari del materiale posseduto, con l’indicazione delle modalità di accesso al singolo fondo, che possono essere: consultabile online, con o senza immagini associate; consultabile in Sala studio, con o senza immagini associate; in riordinamento e quindi non ancora consultabile.